# Машербрум
Машербрум (познат и като К1) е 22-рия по височина връх на планетата и 11-ия по височина в Пакистан.
Това е най-високият връх на планинската верига Машербрум, която е част от Каракорум. Това е голям и стръмен връх, който е засенчен от намиращите се в близост осемхилядници. Това са върховете К2, Гашербрум I, Броуд пик и Гашербрум II. Значението на името Машербрум не е напълно изяснено. Може да идва от „masha“ (кралица или дама) и „brum“ (планина) т.е. „кралица на върховете“. Предложени са и други значения.

## Разположение
Машербрум лежи на юг от глетчера Балторо, а основната планинска верига на Каракорум лежи на север от глетчера. Основната верига е континенталното разделяне на Азия. Реките на юг се вливат в Арабско море, а тези на север в Жълто.
Балторо е маршрутът най-често предпочитан от алпинистите за покоряване на осемхилядниците на Каракорум. Този маршрут е избиран и от туристи.